# 查塔瑪索費拉紀念碑
查塔玛索费拉纪念碑，前身是老犹太公墓，是19世紀著名的猶太教正統派拉比摩西·索費拉的埋葬地和纪念碑，建在斯洛伐克布拉迪斯拉发的17世纪犹太公墓遗址上。1943年在布拉迪斯拉发城堡下修建公路隧道时，历史公墓大部分被毁，但经过犹太宗教团体与斯洛伐克的领导人、教权法西斯主义者約瑟夫·蒂索的谈判，公墓中一些重要的拉比坟墓被包裹在混凝土中保存下来。后来，隧道被改建以供有轨电车使用，并该处上方建造了一个电车站。2002年，一个现代的纪念碑被竖立在该地点之上，并部分向公众开放。
2002年，该遗址被列入斯洛伐克的世界遗产预备名单。

## 延伸阅读
- Salner, Peter; Kvasnica, Martin. . Bratislava: Zing Print. 2002: 223. ISBN 80-88997-15-1 （斯洛伐克语）.